# What a Wonderful World
Pour les articles homonymes, voir What a Wonderful World (homonymie) et Wonderful World.
Clip vidéo
[vidéo] « Louis Armstrong - What A Wonderful World (version jazz symphonique) », sur YouTube
[vidéo] « Louis Armstrong - What A Wonderful World (télévision) », sur YouTube
What a Wonderful World (Quel monde merveilleux, en anglais) est un standard de jazz américain composé et écrit par Bob Thiele et George David Weiss (en) pour Louis Armstrong, qui l'enregistre en 1967 en single jazz symphonique chez ABC Records,. Cet hymne pour la paix et l'amour,, est un de ses plus importants et ultimes succès emblématiques international, vendu à plus d’un million d’exemplaires dans le monde. 

## Historique

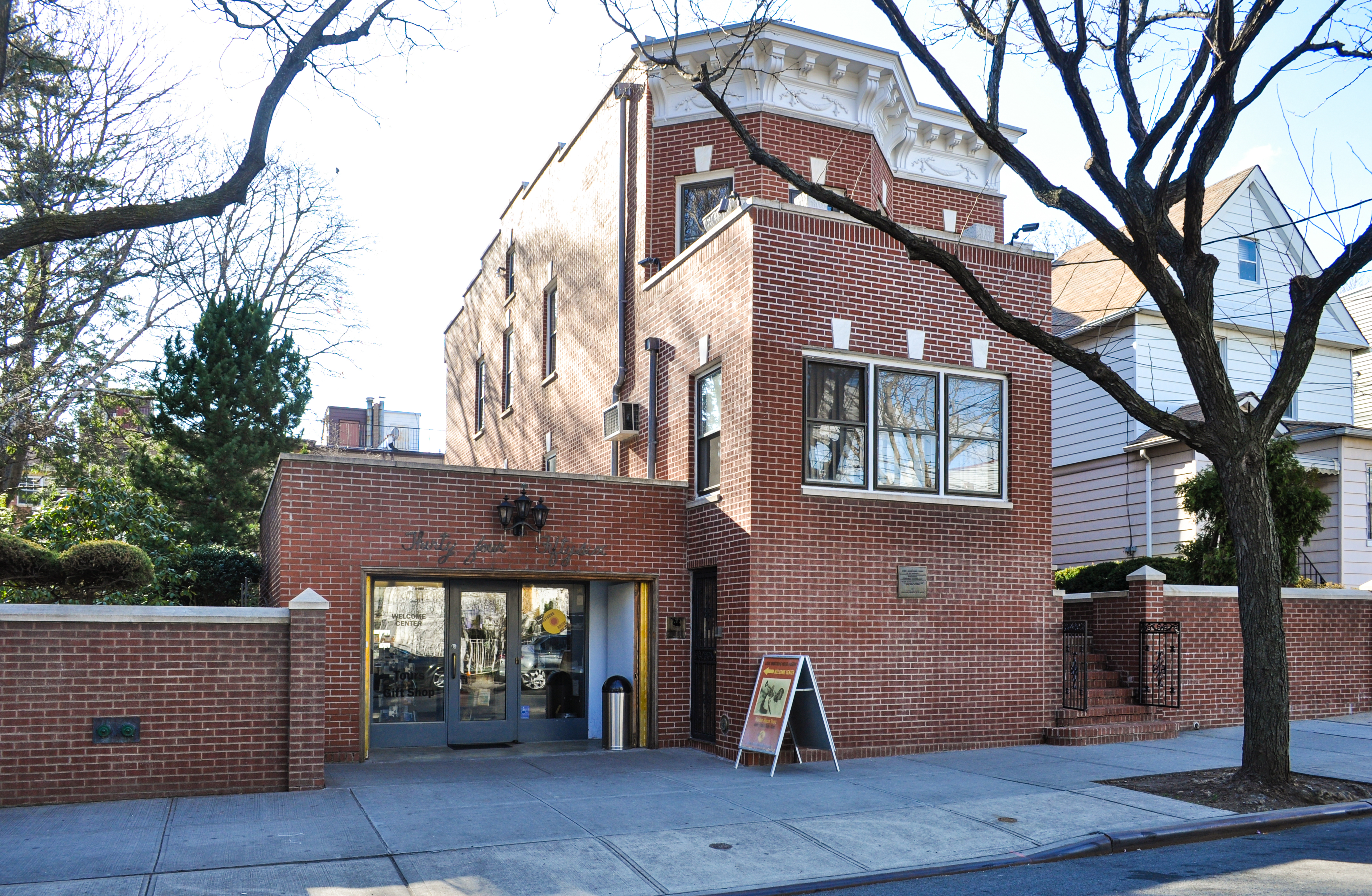
Maison musée de Louis Armstrong de New York

Louis Armstrong achète sa maison de New York en 1943, où il vit jusqu'à sa disparition en 1971 (devenue maison musée de Louis Armstrong en 2003). Sa vie heureuse dans cette demeure avec son épouse, son jardin, dans ce quartier familial multiculturel cosmopolite new-yorkais, inspire Bob Thiele et George David Weiss à lui écrire et composer ce célèbre tube emblématique personnalisé « What a Wonderful World » (quel monde merveilleux) enregistré à Las Vegas en 1967 : « J'aperçois des arbres verts, des roses rouges également, je les vois s'épanouir, pour toi et moi, et je me dis tout bas, quel monde merveilleux... ». Âgé de 66 ans, au sommet de son statut de légende internationale du jazz, il chante son bonheur et sa joie de vivre, dans le style entre autres de ses reprises de La Vie en rose de 1950 ou de C'est si bon de 1957, en décrivant les différentes choses de sa vie quotidienne qui le réjouissent : les arbres et les roses, le ciel bleu, les blancs nuages, la lumière du jour et la noirceur de la nuit, les couleurs de l'arc-en-ciel, les passants qui s'aiment et se saluent, les bébés qui grandissent et représentent l'avenir, avant de conclure avec optimisme, dans un refrain qui donne son titre à la chanson : « and I think to myself, what a wonderful world » (« et je me dis au fond de moi, quel monde merveilleux »),.

## Reprises
Ce tube international est un succès au printemps 1968 (entre autres 32e du Billboard Hot 100 américain, et no 1 au hit-parade de la BBC au Royaume-Uni, no 1 en Autriche et en Australie) puis à nouveau popularisé vingt ans plus tard par le succès du film Good Morning, Vietnam de 1987. 
En 1993, Israel Kamakawiwoʻole réalise un medley avec Over the Rainbow : Over the Rainbow / What a Wonderful World, de son album Facing Future. La reprise « punk » de Joey Ramone a été utilisée pour des publicités en France, et figure dans la bande originale de la comédie française Moi, Michel G., milliardaire, maître du monde ainsi que dans celle de Astérix et Obélix : Au service de Sa Majesté. Elle fait partie de la liste des chansons jugées inappropriées par Clear Channel Communications à la suite des attentats du 11 septembre 2001. 
Cette chanson est reprise par de nombreux interprètes, et pour la musique de nombreux films (parfois de façon ironique), dont :
| Année | Artiste                                                 | Simple, album ou concert                                        |
| ----- | ------------------------------------------------------- | --------------------------------------------------------------- |
| 1967  | Louis Armstrong                                         | Simple                                                          |
| 1970  | Louis Armstrong et Oliver Nelson                        | Simple                                                          |
| 1989  | The Flaming Lips                                        | In a Priest Driven Ambulance                                    |
| 1992  | Shane MacGowan et Nick Cave                             | Simple                                                          |
| 1993  | Israel Kamakawiwo`ole (En medley avec Over the Rainbow) | Facing Future                                                   |
| 1994  | Victoria Williams                                       | Loose                                                           |
| 1995  | Natalie Cole, Plácido Domingo et José Carreras          | A Celebration of Christmas Live From Vienna                     |
| 1997  | Eva Cassidy                                             | Live at Blues Alley                                             |
| 1997  | Misty Oldland                                           | Luminous                                                        |
| 1997  | Rico Rodriguez                                          | Rico's message                                                  |
| 1997  | Major Organ and the Adding Machine                      | Christmas in Stereo                                             |
| 1999  | Anne Murray                                             | What a Wonderful World                                          |
| 1999  | Kenny G                                                 | Classics in the Key of G                                        |
| 2000  | Donna Burke                                             | Vandread                                                        |
| 2001  | Sticky Fingaz                                           | Blacktrash: The Autobiography of Kirk Jones                     |
| 2001  | Cliff Richard                                           | Wanted                                                          |
| 2002  | Joey Ramone                                             | Don't Worry About Me et Christmas Spirit... In My House (EP)    |
| 2002  | Tony Bennett et k.d. lang                               | A Wonderful World                                               |
| 2003  | B. B. King                                              | Reflections                                                     |
| 2003  | Guy Sebastian                                           | Just As I Am                                                    |
| 2003  | Sarah Brightman                                         | Harem                                                           |
| 2004  | Ghoul                                                   | Maniaxe                                                         |
| 2004  | Kenny G                                                 | Simple                                                          |
| 2004  | Rod Stewart et Stevie Wonder                            | Stardust: the Great American Songbook 3                         |
| 2004  | Michael Bublé                                           | Babalu                                                          |
| 2004  | Céline Dion                                             | A New Day: Live in Las Vegas et Miracle                         |
| 2004  | LeAnn Rimes                                             | What a Wonderful World                                          |
| 2005  | The Meads of Asphodel                                   | Damascus Steel                                                  |
| 2005  | TNT                                                     | All the Way to the Sun                                          |
| 2005  | Punkreas                                                | Quello Che Sei                                                  |
| 2005  | Guillaume de Chassy & Daniel Yvinec (voix : David Linx) | Wonderful World                                                 |
| 2006  | Coco d'Or                                               | Coco d'Or 2                                                     |
| 2006  | David Mills et Ian Wilson                               | Suzuki Grand Vitara                                             |
| 2006  | Paul Carrack                                            | The Story So Far ( Greatest Hits )                              |
| 2006  | Helmut Lotti                                            | The Crooners                                                    |
| 2006  | John Legend                                             | Once Again                                                      |
| 2007  | Connie Talbot                                           | Over the Rainbow                                                |
| 2007  | Lesley Garrett                                          | When I Fall in Love                                             |
| 2007  | Angels and Airwaves                                     | Concert pour le lancement de Windows Vista                      |
| 2007  | Mika Nakashima                                          | YES                                                             |
| 2007  | Keane                                                   | Little Broken Words                                             |
| 2007  | Stacey Kent                                             | Breakfast on the Morning Tram                                   |
| 2007  | Paolo Nutini                                            | Live Earth                                                      |
| 2007  | Eva Cassidy et Katie Melua                              | The Katie Melua Collection                                      |
| 2007  | Israël "Iz" Kamakawiwo'ole                              | Wonderful world                                                 |
| 2008  | Ministry                                                | Cover Up                                                        |
| 2008  | Parabellum                                              | Tournée 2008                                                    |
| 2012  | Chris Botti et Mark Knopfler                            | Impressions                                                     |
| 2014  | Axel Lander                                             | Simple                                                          |
| 2014  | Angelina Jordan                                         | Récital en l'honneur des lauréats du prix Nobel de la paix 2014 |
| 2015  | Libera & Isaac London                                   | Simple                                                          |
| 2016  | Fjoergyn                                                | Terra Satanica                                                  |
| 2018  | Soap&Skin                                               | From Gas to Solid / You Are My Friend                           |
| 2023  | Ehla                                                    | What a Wonderful World                                          |

### Cinéma, musique de films
- 1987 : Good Morning, Vietnam, de Barry Levinson.
- 1996 : L'Armée des douze singes, de Terry Gilliam.
- 1998 : Rencontre avec Joe Black, de Martin Brest.
- 2001 : 15 août, de Patrick Alessandrin[11].
- 2002 : Bowling for Columbine, de Michael Moore.
- 2005 : Madagascar, d'Eric Darnell et Tom McGrath.
- 2011 : Moi, Michel G., milliardaire, maître du monde, de Stéphane Kazandjian.
- 2012 : Astérix et Obélix : Au service de Sa Majesté, de Laurent Tirard.
- 2012 : Voyage au centre de la Terre 2, de Brad Peyton.
- 2016 : Le Monde de Dory , De Andrew Stanton et Angus MacLane
- 2020: Dark, de Baran bo Odar
- 2021 : Nobody, de Ilia Naïchouller

## Distinctions
- Disque de platine
- Great American Songbook
- 1999 : Grammy Hall of Fame Award
- Liste des titres musicaux numéro un au Royaume-Uni en 1968
- 171e des 500 plus grandes chansons de tous les temps selon Rolling Stone